# Río Suir
El Suir es un río de Irlanda que desemboca en el océano Atlántico cerca de Waterford tras recorrer 183 kilómetros.
Nace en las faldas del monte Borrisnoe, al norte de Templemore en el condado de Tipperary, el Suir divide el condado según sigue su curso hacia el sur, atravesando poblaciones como Thurles y Holycross, famosa por su abadía. Tras unirse con los ríos Aherlow y Tar, gira hacia el oeste cerca de las montañas de Comeragh, formando la frontera entre los condados de Waterford y Kilkenny. Después atraviesa Clonmel y Carrick-on-Suir antes de llegar al estuario de la bahía de Waterford, donde se une con el Río Barrow.
Junto con el río Nore y el Barrow, el río es uno de los que se conoce como las tres hermanas (The Three Sisters). Tiene fama entre los pescadores debido a sus abundantes reservas de trucha y salmón.
El Suir se llama en irlandés Siúr, y se cree que el cambio en la grafía se realizó por error.

## Poema
Junto a un puente sobre el Suir en Clonmel hay una placa en la que está escrito el poema "Retrospect" de Charles Boland, escrito en 1892.
Do the feeble still venture to toddle,
to the quay and sit down on a balk,
and the Sun their old selves in the even
with the crows cawing loud in the trees
that's the spot. I think. Outside of heaven
where a heart wearied out would find ease.